# سی‌اف‌بی گاگتوون
سی‌اف‌بی گاگتوون (به انگلیسی: CFB Gagetown) یک فرودگاه نظامی است . این فرودگاه در کشور کانادا قرار دارد و در ارتفاع ۵۱ متری از سطح دریا واقع شده‌است.